# Cullman (Alabama)
Cullman é uma cidade localizada no estado americano do Alabama, no Condado de Cullman.

## Demografia
Segundo o censo americano de 2000, a sua população era de 13.995 habitantes.
Em 2006, foi estimada uma população de 14.828, um aumento de 833 (6.0%).

## Geografia
De acordo com o United States Census Bureau, a localidade tem uma área de 49,6 km², dos quais 47,4 km² cobertos por terra e 2,2 km² cobertos por água. Cullman localiza-se a aproximadamente 221 m acima do nível do mar.

## Localidades na vizinhança
O diagrama seguinte representa as localidades num raio de 16 km ao redor de Cullman.